# Kućice (kanton sarajewski)
Kućice – wieś w Bośni i Hercegowinie, w Federacji Bośni i Hercegowiny, w kantonie sarajewskim, w gminie Hadžići. W 2013 roku liczyła 502 mieszkańców, z czego większość stanowili Boszniacy.